# Skriftemål
Skriftemål eller skrifte betegner den syndsbekendelse som aflægges for præsten med efterfølgende absolution (syndsforladelse) fra præstens, skriftefaderens, side overfor skriftebarnet. Finder skriftemål sted på dødslejet siges i kirkesproget, at skriftefaderen beretter skriftebarnet. Skriftemål er et væsentligt led i boden.
I den katolske kirke er det private skriftemål ("ørebigten"), den hemmelige syndsbekendelse for præsten, med opregning af alle bevidste dødssynder, en absolut pligt, der officielt indførtes i 1215. Luther afskaffede det private skriftemål som pligt og bekæmpede den romerske udvorteshed, men anbefalede det som frivillig handling, og i den form er det bevaret i den lutherske kirke, hvor det dog sjældent benyttes. Ved gudstjenesten er både hos de reformerte og i adskillige lutherske landskirker, for eksempel Danmarks og Norges, indført et almindeligt skriftemål, hvorved præsten aflægger en syndsbekendelse på menighedens vegne og tilsiger de enkelte syndernes forladelse. Dette almindelige skriftemål anvendes over for nadvergæsterne før altergangen, og forud for det går ofte en skriftetale.
I nyere tid er der flere steder arbejdet for at få det private skriftemål mere frem i den protestantiske kirke, for eksempel var Henric Schartau i Sverige ivrig for denne tanke.